# Мартен Кууск
Мартен Кууск (ест. Märten Kuusk, нар. 5 квітня 1996, Таллінн) — естонський футболіст, захисник талліннської «Флори» і національної збірної Естонії.
Дворазовий чемпіон Естонії. Володар Кубка Лівонії.

## Клубна кар'єра
Народився 5 квітня 1996 року в місті Таллінн. Вихованець футбольної школи клубу «Нимме Калью».
У дорослому футболі дебютував 2013 року виступами за другу команду «Нимме Калью», що змагалася у третьому дивізіоні Естонії.
Частину 2016 року провів в оренді у лавах «Тарваса». У команді з Раквере отримав досвід виступів у другій за силою естонській лізі.
Того ж 2016 року провів одну гру за основну команду «Нимме Калью» у Мейстрілізі, найвищому футбольному дивізіоні країни.
2017 року перейшов до талліннської «Флори», у складі якої того ж року, провівши 16 ігор у першості Естонії, став її переможцем. Наступного року став володарем Кубка Лівонії, турніру в якому діючий чемпіон Естонії здолав переможця першості Латвії. Стабільним гравцем основного складу «Флори» став у сезоні 2019 року, в якому здобув свій другий чемпіонський титул.

## Виступи за збірні
2011 року дебютував у складі юнацької збірної Естонії (U-16), загалом на юнацькому рівні за команди різних вікових категорій взяв участь у 20 іграх, відзначившись одним забитим голом.
Протягом 2015–2016 років залучався до складу молодіжної збірної Естонії. На молодіжному рівні зіграв у 22 офіційних матчах, забив 1 гол.
2018 року отримав свій перший виклик до лав національної збірної Естонії, за яку дебютував на початку наступного року у товариській грі проти збірної Ісландії, у якій захист естонців не дозволив статуснішим суперникам відзначитися бодай одним забитим голом.
| Дата       | Місто     | Господарі | Результат | Гості   | Турнір           | Голи | Примітки |
| ---------- | --------- | --------- | --------- | ------- | ---------------- | ---- | -------- |
| 15-1-2019  | Доха      | Ісландія  | 0 – 0     | Естонія | товариський матч | -    |          |
| 14-11-2019 | Запоріжжя | Україна   | 1 – 0     | Естонія | товариський матч | -    |          |
| Усього     |           | Матчів    | 2         |         | Голів            | 0    |          |

## Титули і досягнення
- Чемпіон Естонії (3):

«Флора»: 2017, 2019, 2020
- Володар Кубка Лівонії (1):

«Флора»: 2018
- Володар Кубка Естонії (1):

«Флора»: 2019-20
- Володар Суперкубка Естонії (2):

«Флора»: 2020, 2021